# Sigalphus liaoningensis
Sigalphus liaoningensis är en stekelart som beskrevs av He och Chen 2000. Sigalphus liaoningensis ingår i släktet Sigalphus och familjen bracksteklar. Inga underarter finns listade i Catalogue of Life.